# Eupsittula
Az Eupsittula a madarak osztályának papagájfélék (Psittacidae) családjában tartozó madárnem. Fajait korábban az Aratinga nembe sorolták.

## Rendszerezésük
A nemet Charles Lucien Jules Laurent Bonaparte francia ornitológus írta le 1853-ban, az alábbi fajok tartoznak ide:
- Azték aratinga (Eupsittula astec)
- Aranyhomlokú aratinga (Eupsittula aurea)
- Kaktuszaratinga (Eupsittula cactorum)
- Narancshomlokú aratinga (Eupsittula canicularis)
- Jamaikai aratinga (Eupsittula nana)
- Barnatorkú aratinga (Eupsittula pertinax)

## Előfordulásuk
Mexikó, a Karib-térség, Közép-Amerika, és Dél-Amerika területén honosak. Természetes élőhelyeik a szubtrópusi vagy trópusi erdők, szavannák és cserjések, valamint emberi környezet.

## Megjelenésük
Testhosszuk 25-28 centiméter.